# Yoshinori Ono

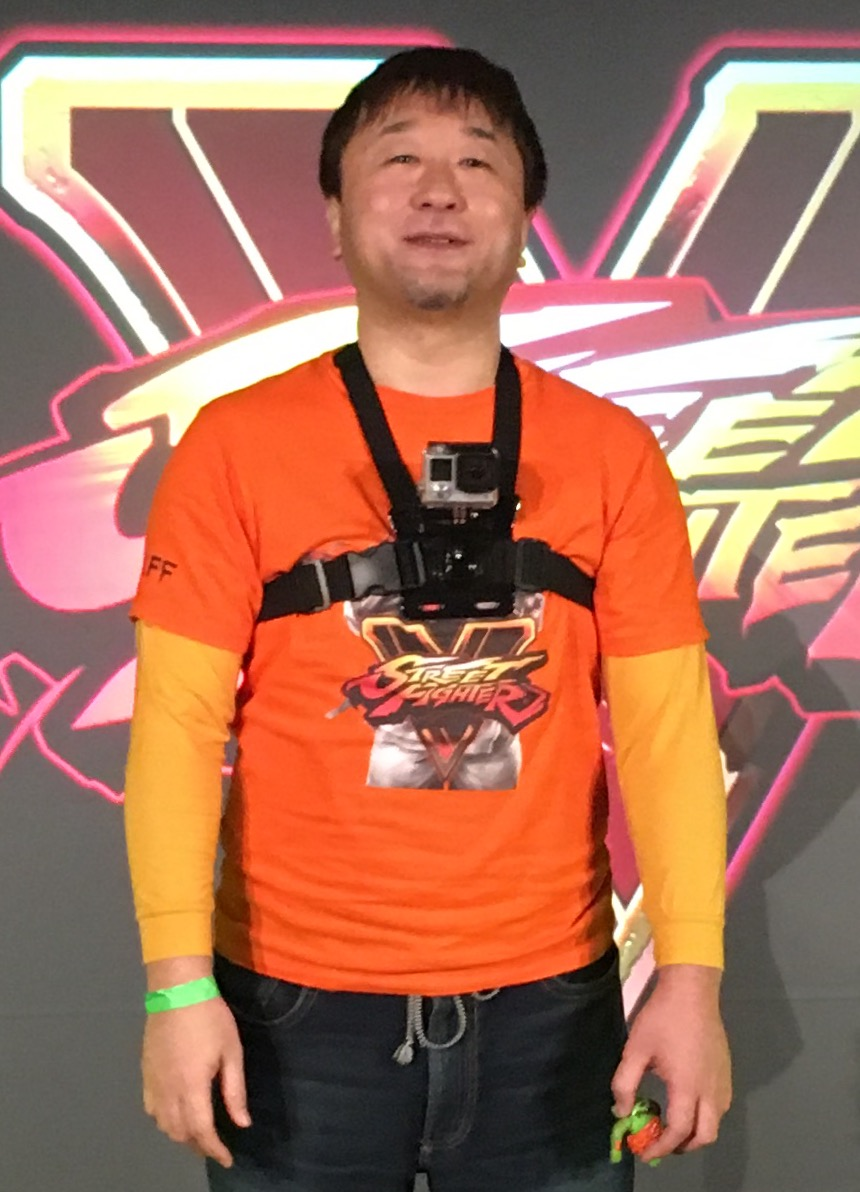
Yoshinori Ono beim „Street Fighter V Launch Event“ in Hamburg

Yoshinori Ono (jap.: 小野義徳, Hepburn: Ono Yoshinori) ist ein japanischer Computerspielentwickler für Capcom. Er arbeitet seit 1998 als Produzent an dem Street-Fighter-Franchise.

## Spiele
| Titel                                        | Plattform                                                         | Veröffentlichungsdatum                                                         | mitgewirkt als            |
| -------------------------------------------- | ----------------------------------------------------------------- | ------------------------------------------------------------------------------ | ------------------------- |
| Street Fighter Alpha 3                       | Arcade                                                            | 29. Juni 1998                                                                  | Sound Manager             |
| Street Fighter III 3rd Strike                | Arcade                                                            | 12. Mai 1999                                                                   | Sound Producer            |
| Breath of Fire IV                            | PlayStation                                                       | 27. April 2000                                                                 | Opening FMV Sound Manager |
| Spawn: In the Demon's Hand                   | Arcade, Dreamcast                                                 | 10. August 2000                                                                | Sound Producer            |
| Dino Crisis 2                                | PlayStation                                                       | 13. September 2000                                                             | Publicist                 |
| Devil May Cry                                | PlayStation 2                                                     | 16. Oktober 2001                                                               | Sound Design Coordination |
| Onimusha: Warlords                           | PlayStation 2                                                     | 25. Januar 2001                                                                | Sound Manager             |
| Heavy Metal: Geomatrix                       | Arcade, Dreamcast                                                 | 12. Juli 2001                                                                  | Sound Producer            |
| Onimusha 2: Samurai's Destiny                | PlayStation 2                                                     | 7. März 2002                                                                   | Assistant Producer        |
| Chaos Legion                                 | PlayStation 2                                                     | 6. März 2003                                                                   | Producer                  |
| Resident Evil: Outbreak                      | PlayStation 2                                                     | 11. Dezember 2003                                                              | CG modeling               |
| Resident Evil Outbreak File 2                | PlayStation 2                                                     | 9. September 2004                                                              | Character design director |
| Capcom Fighting Jam                          | Arcade, PlayStation 2                                             | 16. November 2004                                                              | Producer                  |
| Shadow of Rome                               | PlayStation 2                                                     | 4. Februar 2005                                                                | Producer                  |
| Onimusha: Dawn of Dreams                     | PlayStation 2                                                     | 26. Januar 2006                                                                | Producer                  |
| Dead Rising                                  | Xbox 360                                                          | 8. August 2006                                                                 | Co-Producer               |
| Monster Hunter Frontier Online               | Microsoft Windows                                                 | 21. Juni 2007                                                                  | Producer                  |
| Street Fighter IV                            | Arcade, PlayStation 3, Xbox 360                                   | 18. Juli 2008 (Arcade), 12. Februar 2009 (PS3 & X360)                          | Producer/project manager  |
| Super Street Fighter IV                      | PlayStation 3, Xbox 360, Nintendo 3DS                             | 27. April 2010 (PS3 & X360), 26. Februar 2011 (3DS)                            | Producer                  |
| Super Street Fighter IV: Arcade Edition      | PlayStation 3, Xbox 360, Arcade, Microsoft Windows                | 16. Dezember 2010 (Arcade), 7. Juni 2011 (PS3 & X360), 5. Juli 2011 (PC)       | Producer                  |
| Street Fighter III 3rd Strike Online Edition | PlayStation 3, Xbox 360                                           | 30. Juni 2011                                                                  | Executive Producer        |
| Street Fighter X Tekken                      | PlayStation 3, Xbox 360, PlayStation Vita, Microsoft Windows      | 8. März, 2012 (PS3 & X360), May 11, 2012 (PC), 19. Oktober 2012 (PSVita)       | Executive Producer        |
| Monster Hunter Frontier G                    | PlayStation 3, Xbox 360, Microsoft Windows, Wii U                 | 17. April 2013 (X360 & PC), 20. November 2013 (PS3), 11. Dezember 2013 (Wii U) | Executive Producer        |
| Darkstalkers Resurrection                    | PlayStation 3, Xbox 360                                           | 12. März 2013                                                                  | Executive Producer        |
| Ultra Street Fighter IV                      | PlayStation 3, Xbox 360, Microsoft Windows, Arcade, PlayStation 4 | April 2014 (Arcade), 3. Juni. 2014 (PS3 & X360), 8. August 2014 (PC)           | Executive Producer        |
| Street Fighter V                             | PlayStation 4, Microsoft Windows                                  | Februar 2016                                                                   | Executive Producer        |
| Deep Down                                    | PlayStation 4                                                     | TBA                                                                            | Executive Producer        |

## Filmographie
- 2014: Street Fighter: Assassin's Fist